# Ocelot (samochód)
Ocelot (lub Foxhound) – brytyjski pojazd typu MRAP opracowany przez firmę Force Protection Europe jako następca pojazdów Snatch Land Rover. Cechą charakterystyczną pojazdu jest modułowa konstrukcja pozwalająca np. na szybką wymianę uszkodzonych elementów opancerzenia w warunkach polowych.
Ocelot ma kompozytowe opancerzenie, które zapewnia ochronę przed odłamkami artyleryjskimi i ostrzałem z małokalibrowej broni strzeleckiej. Ponadto zastosowano podwozie w kształcie litery V, zapewniające ochronę przed wybuchem min oraz ładunków IED.
Napęd pojazdu składa się z silnika wysokoprężnego Steyr M16 o mocy 218 KM oraz sprzężonej z nim automatycznej skrzyni biegów. Konstrukcja pozwala na szybką wymianę silnika w ciągu 30 minut.
Ocelot może być transportowany za pomocą samolotów C-17 i C-130, a także podwieszony do śmigłowca CH-47.